# Dimitrios Koutroumanos
Dimitrios Koutroumanos (Grieks: Δημήτρης Κουτρομάνος) (Agrinion, 25 februari 1987) is een Grieks voetballer die momenteel bij AEK Athene speelt en de positie van verdediger inneemt.